# Bạch Diệp
Bạch Diệp   (Hanoi, 1929 - 2013) Nguyễn Thanh Tâm, va ser una directora de cinema del Vietnam del Nord, considerada una de les primeres directores de del país, activa durant l'època de la postguerra de la guerra del Vietnam. El seu llinatge familiar té una forta associació amb la fotografia i el treball amb càmeres. Sovint és declarada "la dona directora més important del Vietnam" per diversos estudiosos del cinema i va rebre el premi People's Artist Award el 1997, entre altres èxits.

## Primers anys i educació
Bạch Diệp va néixer el 1929 a Hanoi. La seua família tenia una llarga història de fotografia i treball de càmera. Més tard, durant la seva infància, va ser enviada al monestir de Saint Dominique a Haiphong. El 1944, la seva família es va traslladar a Hải Dương. Als 16 anys, va seguir el Việt Minh, va participar en l'aixecament general i "es va unir a les dones en la salvació nacional a Hải Dương i després va treballar a l'Associació Provincial i als assumptes interprovincials". El 1955 es va traslladar a treballar a Nhân Dân, com a cap de l'equip d'Hanoi, responsable de la informació sobre la ciutat".

## Carrera
Bạch Diệp va fer una classe de cinema el 1959 i va anar a l'escola del Ministeri de Cultura i Informació. Va rebre la seua formació per cineastes russos i experts en cinema, coneguts com a artistes del bloc de l' Est, entre ells Ajdai Ibraghimov, un azerbaidjanès de la Unió Soviètica. La carrera de Bạch Diệp va continuar fins als 80 anys. Va morir el 2013. Tot i que es va retirar formalment el 1992, va continuar ajudant com a col·laboradora cinematogràfica. Tot i tindre càncer, mai no va deixar de fascinar-li el cinema. Durant la seua carrera va ser convidada a fer una sèrie de televisió per a la televisió vietnamita, també va fer pel·lícules per al 7th Dimension Cinema i Sunday Arts. Bạch Diệp està acreditada per la creació de quinze pel·lícules, entre les quals destaquen dues: Ngày Lễ Thánh (El dia sagrat) (1976) i Huyền Thoại Về Người Mẹ (La llegenda d'una mare) (1987).

## Estil i temes
Bạch Diệp va assenyalar que explorava els "sentiments més íntims dels personatges" en la majoria de les seves pel·lícules. Diệp intenta representar viatges emocionals a través de les trames narratives de les seues històries i mostra els dilemes emocionals que han d'afrontar els personatges. Per exemple, a Trừng Phạt (Càstig) (1983), Diệp representa el "remordiment dels soldats vietnamites que tenen el suport dels Estats Units a través de les interaccions que els soldats vietnamites mantenen amb els Estats Units." Els estudiosos del cinema es refereixen a la seva obra com "quelcom significatiu i nou per a les arts cinematogràfiques".
A les seues pel·lícules plantetja les dificultats de la majoria de personatges femenins, com a Huyền Thoại Về Người Mẹ (La llegenda d'una mare) (1987). A Huyền Thoại Về Người Mẹ (1987), el públic segueix una dona revolucionària anomenada Hương després de la mort del seu marit a la guerra. La pel·lícula també representa a Hương com a llevadora d'un hospital i, finalment, com a mare adoptiva de tres fills les mares dels quals (també dones soldats) van desaparèixer o van morir a la guerra. Huyền Thoại Về Người Mẹ dona a veure com la cultura vietnamita dona una importància significativa a la "devoció popular als morts", hi ha tradicions per recordar els que van passar.
A aquesta pel·lícula, Diệp mostra la naturalesa dual de la "mare revolucionària" i desconstrueix el concepte tradicional del que significa ser "mare". Amplia el concepte de maternitat més enllà de la maternitat física i el parentiu immediat fins a la cria i la protecció dels xiquets. Huyền Thoại Về Người Mẹ desafia les opinions patriarcals de la família tradicional reafirmant el que significa ser pares de fills.
Les pel·lícules de postguerra normalment es basen en llegats històrics i esdeveniments històrics per intentar crear un sentit del deure patriòtic nacionalitzat. Bạch Diệp segueix molt aquest estil a Huyền Thoại Về Người Mẹ (1987).

## Vida personal
En diversos articles de notícies que enregistren la vida de Bạch Diệp després de la seva mort als 85 anys el 2013, es va fer una entrevista amb altres artistes i indiquen fins a quin punt Diệp els va impactar críticament amb les seves pel·lícules i el seu treball col·laboratiu. A Diệp se li va diagnosticar un càncer i va lluitar contra ell fins que va morir a la seva ciutat natal d'Hanoi. Va viure amb el poeta vietnamita Xuân Diệu durant uns anys, però finalment es va separar. Més tard va viure amb Nguyễn Đức Tường, es van casar i el matrimoni va durar 15 anys fins que Tường va morir. No va tindre cap fill.

## Filmografia
Va fer pel·lícules del 1963 al 1992, la seva primera pel·lícula va ser Trần Quốc Toản ra Quân.
- Trần Quốc Toản ra Quân (Tran Quoc a la batalla) (Adaptació de Chèo) (Any desconegut) - Debut inicial del cinema
- Người Về Đồng Cói (La persona malalta) (1973)
- Ngày Lễ Thánh (El dia sagrat) (1976)
- Câu Chuyện Làng Dừa (La història del coco) (1977)
- Người Chưa Biết Nói (Aquell que encara no sap parlar) (1979)
- Ai Giận Ai Thương (Qui està enfadat? I a qui li agrada?) (1982)
- Mảnh Trời Riêng (Sol privat) (1983)
- Trừng Phạt (Càstig) (1983)
- Y Hơ Nua (Ells de nou) (1985)
- Cuộc Chia Tay Không Hẹn Trước (El comiat sense cita prèvia) (1986)
- Huyền Thoại Về Người Mẹ (La llegenda d'una mare) (1987)
- Ngõ Hẹp (carreró) (1988)
- Hoa Ban Đỏ (Erupció roja) (1994)

## Premis i nominacions
Bạch Diệp va ser guardonada i assenyalada diverses vegades per acadèmics de diferents nacionalitats com a directora femenina molt important del Vietnam. Independentment de la seva ideologia política, continua sent una de les cineastes vietnamites més documentades. A més, entre altres artistes del Bloc de l'Est, està gravada a l'Enciclopèdia Soviètica del Cinema.
Ací una llista dels premis que va guanyar:
- Trần Quốc Toản ra Quân (Tran Quoc a la batalla, desconegut) - La pel·lícula va guanyar un Bông Sen Bạc (Premi Lotus de Plata) al Segon Festival de Cinema del Vietnam el 1988[8]
- Diệp va ser guardonada amb el Nghệ Sĩ Nhân Dân (Premi Artista del Poble) el 1997[3]
- Diệp va guanyar el 2007 el Premi Estatal de Literatura i Art per Ngày Lễ Thánh (El dia sagrat) (1976) i THuyền Thoại Về Người Mẹ (La llegenda d'una mare) (1987)[2]
- Diệp es va establir com un dels artistes de cinema contemporani commemorats en el 55è aniversari del Festival de Cinema del Vietnam el 2008